# Cupa României 2017-2018
La Cupa României 2017-2018 è stata l'80ª edizione della coppa nazionale, principale torneo a eliminazione diretta del calcio rumeno. Il torneo è iniziato il 9 agosto 2017 e si è  concluso il 27 maggio 2018. Il Universitatea Craiova,  vincendo la coppa è stata ammessa al terzo turno della UEFA Europa League 2018-2019. Il Voluntari, che la stagione precedente aveva vinto il trofeo per la prima volta, era la squadra campione in carica.

## Formula
Il torneo si svolge con turni ad eliminazione diretta a partita unica tranne le semifinali, svolte con partite di andata e ritorno. Nella fase preliminare si incontrano i club delle serie inferiori mentre le squadre della Liga I giocano a partire dai sedicesimi di finale.

## Fase preliminare

### Primo turno
| Squadra 1              | Risultato       | Squadra 2                |
| ---------------------- | --------------- | ------------------------ |
| 9 agosto 2017          |                 |                          |
| Transdor Tudora        | 3 - 1           | Bucovina Rădăuţi         |
| Cimentul Bicaz         | 2 - 0           | Viitorul Curiţa          |
| Unirea Mirceşti        | 2 - 1           | Paşcani                  |
| Gîrceni                | 1 - 2           | Sportul Chiscani         |
| Voinţa Cetate          | 0 - 7           | U Cluj                   |
| Progresul Şomcuţa Mare | 4 - 2 (dts)     | Rapid Jibou              |
| Luceafărul Decebal     | 0 - 2           | Diosig-Bihardiòszeg      |
| Şurianu Sebeş          | 0 - 3           | Unirea Alba Iulia        |
| Târgu Mureș II         | 0 - 3           | Unirea Cristuru Secuiesc |
| Păpăuţi                | 4 - 2           | Székelyudvarhely         |
| Spicul Şeica Mare      | 1 - 2           | Zărneşti                 |
| Voinţa Biled           | 6 - 1           | Becicherecu Mic          |
| Șoimii Lipova          | 6 - 0           | Millenium Giarmata       |
| Voinţa Lupac           | 3 - 2           | Inter Petrila            |
| Recolta Danceu         | 1 - 1 (4-5 dcr) | Ştiinţa Turceni          |
| Dunarea Calafat        | 0 - 2           | Milcov                   |
| Posada Perişani        | 0 - 3           | Şirineaşa                |
| Colibaşi               | 1 - 2           | Urban Titu               |
| Gaz Metan Corneşti     | 2 - 0           | Aninoasa                 |
| Astra Plosca           | 3 - 2           | Mihai Bravu              |
| Bărăganul Ciulniţa     | 4 - 6           | Agricola Borcea          |
| Regal SC Ferdinand I   | 1 - 8           | Petrolul 52              |
| Bragadiru              | 1 - 6           | Înainte Modelu           |
| Viitorul Ianca         | 1 - 4           | Focșani                  |
| Viitorul Fântânele     | 7 - 0           | Pescăruşul Sarichioi     |
| Buzău                  | 2 - 3           | Zimbrul Slobozia Conachi |

### Secondo turno
| Squadra 1                | Risultato       | Squadra 2                |
| ------------------------ | --------------- | ------------------------ |
| 22 agosto 2017           |                 |                          |
| Transdor Tudora          | 1 - 4           | Petrotub Roman           |
| Cimentul Bicaz           | 1 - 3           | Csíkszereda              |
| Unirea Mirceşti          | 0 - 3           | Aerostar Bacău           |
| Focșani                  | 5 - 0           | Metalosport Galaţi       |
| Zimbrul Slobozia Conachi | 3 - 2           | Avântul Valea Mărului    |
| Sportul Chiscani         | 1 - 3           | Sporting Lieşti          |
| Păpăuţi                  | 0 - 1           | Râmnicu Sărat            |
| Viitorul Fântânele       | 0 - 3           | Delta Dobrogea           |
| Agricola Borcea          | 2 - 0           | Axiopolis                |
| Înainte Modelu           | 5 - 1           | Olteniţa                 |
| Popești-Leordeni         | 1 - 1 (5-6 dcr) | Unirea Slobozia          |
| Alexandria               | 5 - 3           | Tunari                   |
| Astra Plosca             | 1 - 5           | Sporting Roşiori         |
| Gaz Metan Corneşti       | 1 - 2           | Flacăra Moreni           |
| Milcov                   | 0 - 3           | Filiaşi                  |
| Ştiinţa Turceni          | 0 - 3           | Şirineaşa                |
| Voinţa Lupac             | 2 - 5 (dts)     | Cetate Deva              |
| Voinţa Biled             | 2 - 1           | CSM Lugoj                |
| Șoimii Lipova            | 3 - 0           | Gloria Lunca Teuz Cermei |
| Diosig-Bihardiòszeg      | 0 - 3           | Național Sebiș           |
| Progresul Şomcuţa Mare   | 2 - 10          | Comuna Recea             |
| Unirea Alba Iulia        | 1 - 0           | Unirea Dej               |
| Iernut                   | 0 - 1           | Industria Galda de Jos   |
| Unirea Cristuru Secuiesc | 3 - 1           | Avântul Reghin           |
| Zărneşti                 | 1 - 5           | Olimpic Cetate           |
| Performanța Ighiu        | 3 - 0           | Unirea Jucu              |
| U Cluj                   | 3 - 0           | Viitorul Ulmeni          |
| Zalău                    | 0 - 3           | Sănătatea Cluj           |
| Petrolul 52              | 2 - 0           | Urban Titu               |

### Terzo turno
| Squadra 1                | Risultato       | Squadra 2              |
| ------------------------ | --------------- | ---------------------- |
| 12 settembre 2017        |                 |                        |
| Aerostar Bacău           | 2 - 0           | Csíkszereda            |
| Performanța Ighiu        | 0 - 0 (7-6 dtr) | Metalurgistul Cugir    |
| Șoimii Lipova            | 0 - 3           | Național Sebiș         |
| Cetate Deva              | 0 - 1           | CSM Reșița             |
| Şirineaşa                | 2 - 0           | Atletic Bradu          |
| Filiaşi                  | 2 - 1           | Sporting Roşiori       |
| Alexandria               | 4 - 0           | Viitorul Domnești      |
| Petrolul 52              | 3 - 0           | Flacăra Moreni         |
| 13 settembre 2017        |                 |                        |
| Unirea Cristuru Secuiesc | 1 - 2           | Sănătatea Cluj         |
| Unirea Alba Iulia        | 1 - 1 (3-5 dtr) | Industria Galda de Jos |
| Voinţa Biled             | 1 - 0           | Ripensia Timișoara     |
| Agricola Borcea          | 2 - 1           | Înainte Modelu         |
| Delta Dobrogea           | 1 - 4           | Unirea Slobozia        |
| Zimbrul Slobozia Conachi | 1 - 2           | Sporting Lieşti        |
| Focșani                  | 3 - 1           | Râmnicu Sărat          |
| Olimpic Cetate           | 1 - 2 (dts)     | Hărman                 |
| Petrotub Roman           | 1 - 1 (3-4 dtr) | Miroslava              |
| U Cluj                   | 5 - 1           | Comuna Recea           |

### Quarto turno
| Squadra 1              | Risultato       | Squadra 2           |
| ---------------------- | --------------- | ------------------- |
| 3 ottobre 2017         |                 |                     |
| Aerostar Bacău         | 1 - 0           | Foresta Suceava     |
| Sănătatea Cluj         | 3 - 1           | Luceafărul Oradea   |
| CSM Reșița             | 2 - 2 (7-5 dtr) | Pandurii            |
| Filiaşi                | 2 - 2 (5-7 dtr) | Argeş               |
| Alexandria             | 1 - 3           | Acad. Clinceni      |
| Unirea Slobozia        | 2 - 1           | Dunărea Călărași    |
| Agricola Borcea        | 1 - 4           | Petrolul 52         |
| Focșani                | 0 - 5           | Miroslava           |
| U Cluj                 | 2 - 0           | Olimpia Satu Mare   |
| 4 ottobre 2017         |                 |                     |
| Balotești              | 0 - 4           | Afumați             |
| Performanța Ighiu      | 1 - 1 (4-6 dtr) | Târgu Mureș II      |
| Voinţa Biled           | 0 - 1           | ASU Poli Timișoara  |
| Şirineaşa              | 1 - 1 (3-5 dtr) | Mioveni             |
| Hărman                 | 0 - 4           | Chindia Târgoviște  |
| Metaloglobus           | 2 - 0           | Sportul Snagov      |
| Sporting Lieşti        | 2 - 2 (4-6 dtr) | Dacia Unirea Brăila |
| Industria Galda de Jos | 1 - 3           | Hermannstadt        |
| Național Sebiș         | 1 - 4           | UTA Arad            |

## Fase finale

### Sedicesimi di finale
| Squadra 1           | Risultato       | Squadra 2                 |
| ------------------- | --------------- | ------------------------- |
| 24 ottobre 2017     |                 |                           |
| Argeş               | 1 - 2           | Politehnica Iași          |
| Petrolul Ploiești   | 1 - 1 (3-4 dtr) | Mioveni                   |
| U Cluj              | 2 - 1           | Miroslava                 |
| Sepsi               | 0 - 2           | U Craiova                 |
| 25 ottobre 2017     |                 |                           |
| Hermannstadt        | 1 - 0 (dts)     | Voluntari                 |
| Acad. Clinceni      | 0 - 1           | Chindia Târgoviște        |
| Afumați             | 5 - 2           | UTA Arad                  |
| Unirea Slobozia     | 4 - 0           | Târgu Mureș               |
| Metaloglobus        | 1 - 2           | Gaz Metan Mediaș          |
| Dacia Unirea Brăila | 1 - 2           | Juventus Bucarest         |
| CSM Reșița          | 2 - 4           | Viitorul Costanza         |
| Concordia Chiajna   | 0 - 3           | Astra Giurgiu             |
| ASU Poli Timișoara  | 0 - 1           | SSU Politehnica Timișoara |
| Sănătatea Cluj      | 1 - 6           | FCSB                      |
| 26 ottobre 2017     |                 |                           |
| Botoșani            | 1 - 1 (3-2 dtr) | CFR Cluj                  |
| Aerostar Bacău      | 0 - 1           | Dinamo Bucarest           |

### Ottavi di finale
| Squadra 1                 | Risultato       | Squadra 2         |
| ------------------------- | --------------- | ----------------- |
| 28 novembre 2017          |                 |                   |
| Unirea Slobozia           | 0 - 2           | Politehnica Iași  |
| Afumați                   | 2 - 3 (dts)     | U Craiova         |
| Botoșani                  | 3 - 2           | Viitorul Costanza |
| 29 novembre 2017          |                 |                   |
| Mioveni                   | 0 - 1           | Gaz Metan Mediaș  |
| U Cluj                    | 1 - 1 (1-3 dtr) | Dinamo Bucarest   |
| 30 novembre 2017          |                 |                   |
| Hermannstadt              | 2 - 0           | Juventus Bucarest |
| Chindia Târgoviște        | 0 - 2 (dts)     | Astra Giurgiu     |
| SSU Politehnica Timișoara | 0 - 3           | FCSB              |

### Quarti di finale
| Squadra 1        | Risultato   | Squadra 2        |
| ---------------- | ----------- | ---------------- |
| 27 febbraio 2018 |             |                  |
| Gaz Metan Mediaș | 1 - 0       | Astra Giurgiu    |
| 1º marzo 2018    |             |                  |
| Hermannstadt     | 3 - 0       | FCSB             |
| 6 marzo 2018     |             |                  |
| U Craiova        | 1 - 0       | Dinamo Bucarest  |
| 13 marzo 2018    |             |                  |
| Botoșani         | 3 - 2 (dts) | Politehnica Iași |

### Semifinali
| Squadra 1                  | Totale | Squadra 2        | Andata | Ritorno |
| -------------------------- | ------ | ---------------- | ------ | ------- |
| 17 aprile / 10 maggio 2018 |        |                  |        |         |
| Hermannstadt               | 4 - 2  | Gaz Metan Mediaș | 1 - 0  | 3 - 2   |
| 19 aprile / 9 maggio 2018  |        |                  |        |         |
| U Craiova                  | 6 - 3  | Botoșani         | 5 - 1  | 1 - 2   |

## Finale
| Arbitro: | Marcel Bîrsan |

|  |           |                         |
|  | Marcatori | 30’ Gustavo 58’ Mitriță |